# Marques Bolden
Marques Terrell Bolden (Dallas, Texas; 17 de abril de 1998) es un jugador de baloncesto estadounidense que actualmente se encuentra sin equipo. Con 2,08 metros de estatura, juega en la posición de pívot.

## Trayectoria deportiva

### Universidad
Tras participar en su último año de instituto en los prestigiosos McDonald's All-American, Jordan Brand Classic y Nike Hoop Summit, jugó tres temporadas con los Blue Devils de la Universidad de Duke, en las que promedió 3,8 puntos, 3,3 rebotes y 1,1 tapones por partido.
Al término de su temporada júnior anunció que renunciaba a su último año de universidad para presentarse al Draft de la NBA.

#### Estadísticas
| Año     | Equipo | PJ | PT | MPP  | %TC  | %3P  | %TL  | RPP | APP | ROB | TPP | PPP |
| ------- | ------ | -- | -- | ---- | ---- | ---- | ---- | --- | --- | --- | --- | --- |
| 2016–17 | Duke   | 24 | 1  | 6.5  | .457 | –    | .625 | 1.1 | .1  | .1  | .3  | 1.5 |
| 2017–18 | Duke   | 29 | 2  | 12.9 | .615 | –    | .593 | 3.6 | .6  | .3  | 1.0 | 3.9 |
| 2018–19 | Duke   | 35 | 21 | 19.0 | .579 | .000 | .726 | 4.5 | .5  | .5  | 1.7 | 5.3 |
| Total   | Total  | 88 | 24 | 13.6 | .573 | .000 | .685 | 3.3 | .4  | .3  | 1.1 | 3.8 |

### Profesional
Tras no ser elegido en el Draft de la NBA de 2019, firmó con los Cleveland Cavaliers para disputar las Ligas de Verano de la NBA, en las que en siete partidos promedió 6,3 puntos y 4,3 rebotes. Tras jugar también en cuatro partidos de la pretemporada, fue cortado en el mes de octubre por los Cavs, aunque posteriormente fue asignado a su filial en la G League, los Canton Charge.
El 30 de enero de 2020 firmó un contrato por diez días con los Cleveland Cavaliers.
El 19 de diciembre los Cavaliers anuncian la nueva contratación de Bolden, con un contrato dual. Pero el 24 de febrero de 2021, fue cortado por los Cavs, tras seis encuentros, y repescado dos días después por los Charge.
El 28 de septiembre de 2021, firma con Utah Jazz, pero es cortado antes del inicio de la temporada y asignado al filial, los Salt Lake City Stars hasta final de temporada.
El 23 de octubre de 2022 se une de nuevo a los Salt Lake City Stars, hasta final de temporada.
El 24 de octubre de 2023, los Milwaukee Bucks fichan a Bolden con un contrato dual. El 7 de enero de 2024 fue despedido por los Bucks, y cinco días después se unió a los Wisconsin Herd.
El 20 de febrero de 2024 firmó un contrato de 10 días con los Charlotte Hornets, y al término del mismo firmó un contrato dual con la franquicia. En el último partido de la temporada 2023-24 de la NBA, ante Cavaliers, logró 14 puntos, 8 rebotes, 2 asistencias, 4 tapones y 1 robo en 30 minutos. El 3 de julio, fue cortado por los Hornets.

## Selección nacional
Aunque participó en entrenamiento con los seleccionados juveniles de baloncesto de los Estados Unidos (con los que nunca llegó a debutar oficialmente), en 2021 aceptó una propuesta de la PERBASI, la entidad que controla el baloncesto en Indonesia, para formar parte de la selección de baloncesto de Indonesia en calidad de jugador nacionalizado.
Así, en mayo de 2022, comandó al combinado indonesio en la conquista de la medalla de oro en el torneo de baloncesto de los Juegos del Sudeste Asiático de Hanói 2021 -disputados un año después a causa de la reprogramación del evento-. 
Posteriormente, en julio de ese mismo año, compitió en el Campeonato FIBA Asia de 2022, organizado en Indonesia. Allí su equipo superó la primera ronda del certamen, pero fue eliminado por la selección de China, quedando en decimoprimer lugar.

## Estadísticas de su carrera en la NBA

### Temporada regular
| Año     | Equipo    | PJ | PT | MPP  | %TC  | %3P  | %TL  | RPP | APP | ROB | TPP | PPP |
| ------- | --------- | -- | -- | ---- | ---- | ---- | ---- | --- | --- | --- | --- | --- |
| 2019-20 | Cleveland | 1  | 0  | 3.0  | .000 | .000 | .000 | 2.0 | .0  | 1.0 | .0  | .0  |
| 2020-21 | Cleveland | 6  | 0  | 4.8  | .333 | .000 | .625 | 1.0 | .0  | .3  | .3  | 1.2 |
| 2023-24 | Milwaukee | 2  | 0  | 1.5  | .000 | .000 | .000 | 1.0 | .0  | .0  | .0  | .0  |
| 2023-24 | Charlotte | 9  | 2  | 13.1 | .680 | .000 | .750 | 3.6 | .4  | .3  | .8  | 4.1 |
| total   | total     | 18 | 2  | 11.0 | .643 | .000 | .667 | 3.1 | .4  | .3  | .6  | 2.4 |